# Kalmarsund VIII

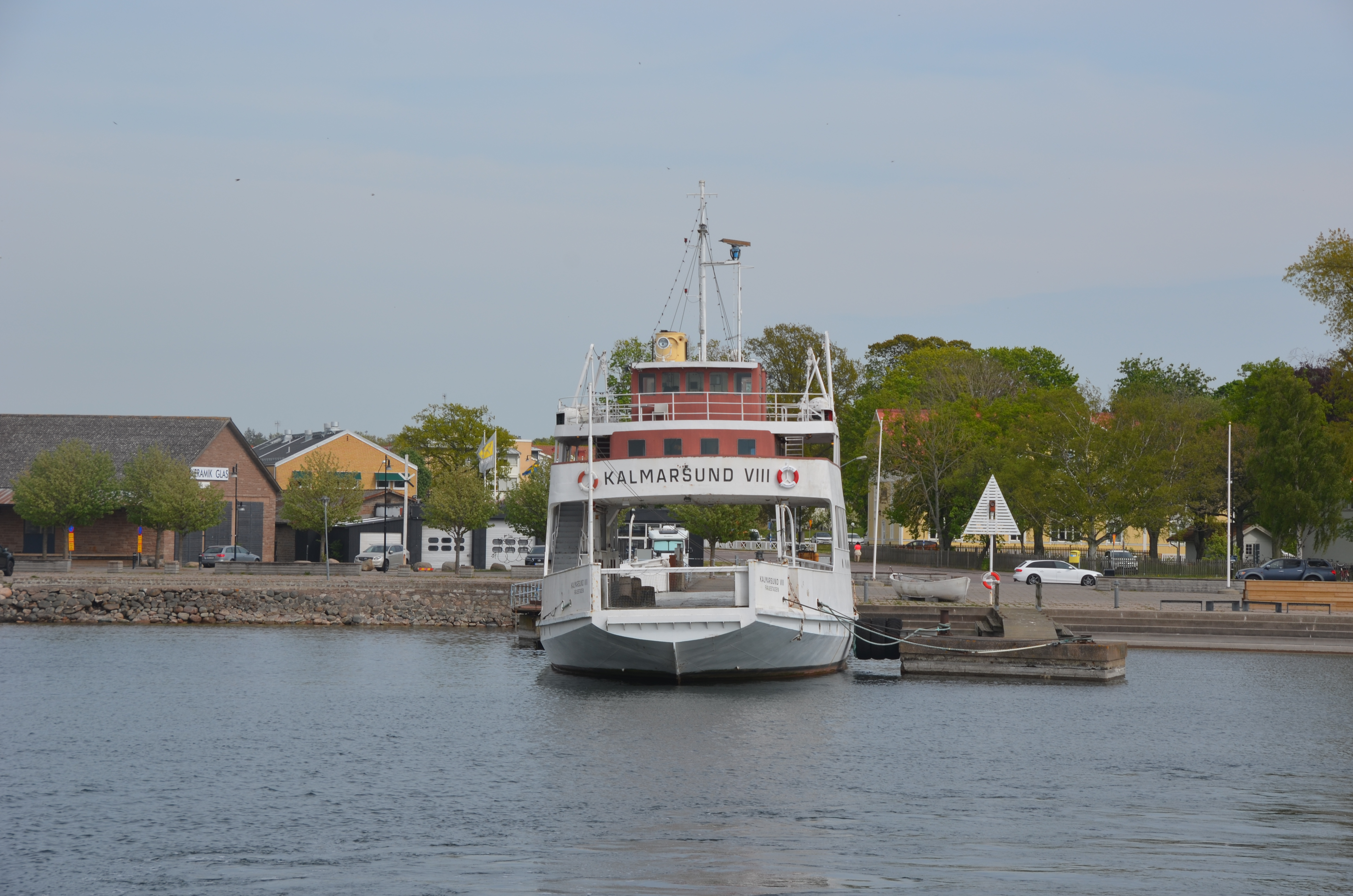
Kalmarsund VIII i Färjestaden

Kalmarsund VIII är en bil- och passagerarfärja som trafikerade sträckan mellan Färjestaden på Öland och Kalmar fram till öppnandet av Ölandsbron 1972. 

## Historik
Kalmarsund VIII byggdes 1963 på Kalmar varv för Ångbåts AB Kalmarsund i Kalmar. Hon är utrustad med en sjucylindrig Nohabdiesel på 1220 hk och KaMeWa-propellrar. Hon fungerade som färja fram till 1972, då hon seglade som sista bilfärja på rutten.  
Hon såldes till Rijeka i Jugoslavien där hon i slutet av 1990-talet väntade upphuggning. År 1999 köptes färjan tillbaka till Färjestaden av privatpersoner. Hon genomgick omfattande upprustning och återställande till originalutseende. 
År 2002 återkom hon till Färjestaden och seglade under ett par somrar i Kalmarsund, gjorde både turer regelbundet mellan Kalmar och Färjestaden och som chartrad.